# Beriozka

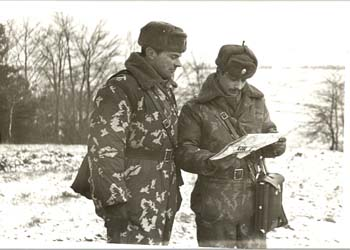
Militars soviètics (1985) uniformats de sengles variants del patró beriozka

El beriozka (transcripció del rus берёзка 'bedoll'), o patró mimètic esglaonat, és un patró mimètic soviètic –i, alhora, un grup de patrons--, de la família clapejada, que sobre fons llis presenta clapes més clares suggerint fulles, essent el contorn de les clapes d'un traç esglaonat molt característic que als ulls actuals fa efecte de pixelat, tot i no ser-ho en origen.

## Variants: el grupberiozka
Hi ha moltes variants d'aquest patró, les quals componen el grup beriozka de la família clapejada. És inconfusible l'aire de família entre totes les variants.
Quant a la coloració, el beriozka generalment presenta dos tons de verd, amb les clapes més clares que el fons, o bé fons verd amb clapes blanquinoses, de color cru o d'un ocre pàl·lid; i no ha faltat alguna variant multicolor. Un altre criteri de distinció de les variants és la forma concreta, grandària, disposició i nombre de les clapes.
De fet, la versió original del patró, de 1944, era tricolor, i pel disseny podria interpretar-se com a simplificació abstracta del patró de fullatge soviètic: fons verd fosc i clapes-fulles en ocre clar amb taques internes en verd viu.
Una segona versió, de 1945, encara hi sobreimprimia clapes ameboides d'un marró xocolata.
A inicis dels anys seixanta ambdues versions foren substituïdes per les noves variants que esdevindran canòniques, és a dir, simplificades en bicolor o en dos tons de verd.

## Designació
No sembla que el patró hagi tingut designació oficial abans del segle XXI; els noms que hom li ha donat sovint (TTsMKK, KLMK, spetsodejda, etc.) eren, de fet, els dels models d'uniforme a què s'aplicava. El costum és designar el patró amb els noms col·loquials russos més habituals: palma ('palma, palmera') en referència als primers models, fins als anys cinquanta inclosos; pel que fa als posteriors, sólnetxnie zàitxiki ('raigs de sol'), serébriani list ('fulla d'argent') i, sobretot, beriozka ('bedoll'); aquest darrer nom, a més a més, és l'oficial de la variant més recent.
En anglès aquest patró es coneix sovint com a stair-step (o stair-stepped) pattern ('patró esglaonat').

## Història
Sorgit el 1944, el beriozka és un dels patrons mimètics soviètics més antics i de major vigència: fins a inicis dels anys vuitanta, la gran majoria dels patrons soviètics podien classificar-se en alguna de les tres grans branques ameba, fullatge i beriozka. A més, el grup beriozka fou el predominant des dels anys seixanta.

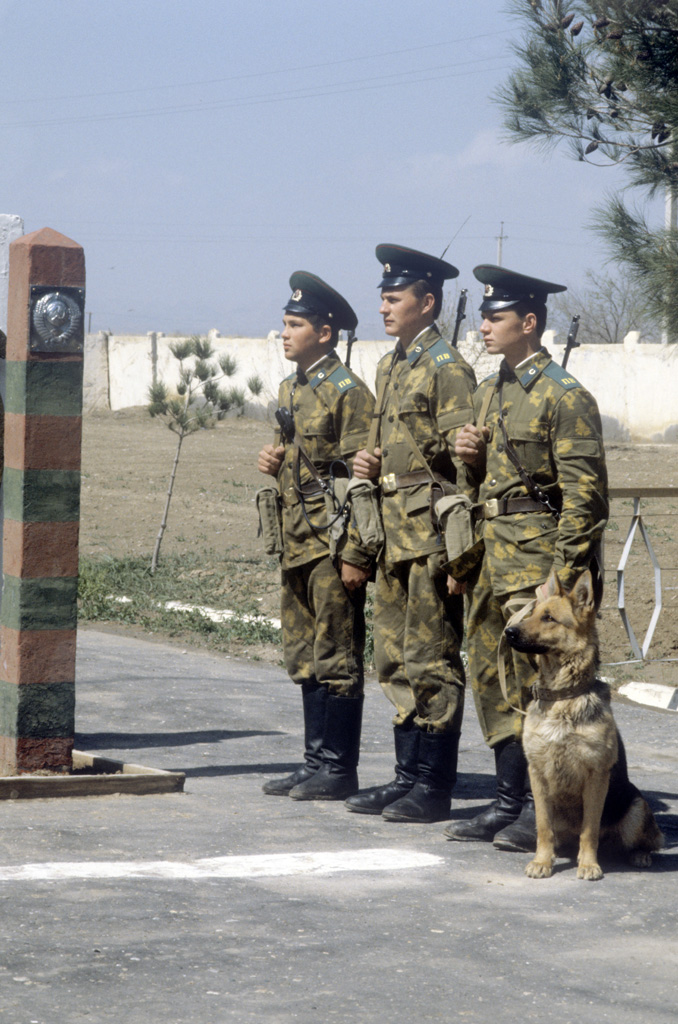
Guardafronteres soviètics (1988) uniformats d'una variant del patró beriozka (excepcionalment, aquest uniforme, típicament de campanya, és dut ací amb elements més formals, com gorra de plat, aplicacions de coll i pales)

Al principi el patró beriozka s'aplicava a sobreuniformes que podien ésser d'una peça o de dues, sovint amb caputxa incorporada, i que, com en la majoria d'exèrcits del món d'aquella època, es reservaven per a unitats d'elit, com ara franctiradors, paracaigudistes i forces especials.
Des dels volts de 1975 el beriozka s'aplicarà, així mateix, a uniformes pròpiament dits, dissenyats per a dur directament sobre la roba interior.
Des dels anys vuitanta, encara sota l'URSS, l'adopció de noves tipologies mimètiques ha anat arraconant aquest grup; però la seva història està lluny d'haver acabat: a la Federació Russa ben avançats els anys noranta encara hi havia unitats d'elit uniformades d'alguna variant de beriozka; i pels volts del 2002 fou introduïda una nova versió de beriozka, ara ja amb aquest nom oficial, per a ús d'unes poques unitats d'elit russes.
Usen o han usat uniformes mimètics en beriozka certes unitats bielarussenques, uzbekes, albaneses, etc.

## Popularitat i prestigi
Amb un aspecte tan característic (però, alhora, amb tantes variants de detall) i una història tan llarga i complexa, el grup beriozka ha esdevingut tot un clàssic de la família clapejada i, així mateix, una de les icones de la militària soviètica. Com la majoria dels patrons soviètics, té fama alhora de senzill i de força efectiu.